# Hyacinthe Sermet
Pour les articles homonymes, voir Sermet.
Antoine Pascal Hyacinthe Sermet est un carme déchaux, évêque constitutionnel de la Haute-Garonne de 1791 à 1801, né à Toulouse le 8 avril 1732 et mort le 24 août 1808. Il fait aussi partie des écrivains occitans,.

## Biographie
Son oraison funèbre fut prononcée par l'abbé Grégoire.

## Œuvres
- Discours prononcé à la séance de la Société des Amis de la Constitution, le mercredi 13 Avril 1791, par MM. les évêques du département du Cher, du département de la Haute-Garonne et du département de Lille et Villaine (1791),(lire en ligne).
- À mes coopérateurs dans le saint ministère, et à tous les fidèles du diocèse : salut et bénédiction en Notre Seigneur Jésus-Christ (1796).